# Evgenij Kacura
Evgenij Kacura (in russo Евгений Кацура?; Kazan', 1937 – Mosca, 9 marzo 1967) è stato un sollevatore sovietico campione mondiale ed europeo nel 1966, che ha gareggiato nelle categorie dei pesi piuma e pesi leggeri.

## Carriera
Dopo avere iniziato con la ginnastica, cominciò a sollevare pesi da adolescente sotto la guida del suo allenatore Alexandr Grigorjev. Fu tre volte campione sovietico (due nei pesi piuma, 1962 e 1964 e uno nei pesi leggeri, nel 1966) una volta secondo (nel 1965, nei pesi leggeri) e una volta terzo (nel 1961, nei pesi piuma), ma non fu selezionato per i Giochi olimpici di Tokyo nel 1964.
A livello internazionale vinse due medaglie d'argento ai campionati mondiali ed europei di Budapest nel 1962, una medaglia d'oro ai campionati europei di Mosca nel 1964 (nei pesi piuma) e due medaglie d'oro ai campionati mondiali ed europei di Berlino Est nel 1966 (nei pesi leggeri).
Al culmine della sua carriera sportiva, dopo aver provocato un incidente mortale con la sua automobile, si toglie la vita all'età di 30 anni il 9 marzo 1967.